# Auffargis
Auffargis là một xã của Pháp, trong tỉnh Yvelines thuộc vùng Île-de-France. 
Người dân ở đây trong tiếng Pháp gọi là Fargussiens.

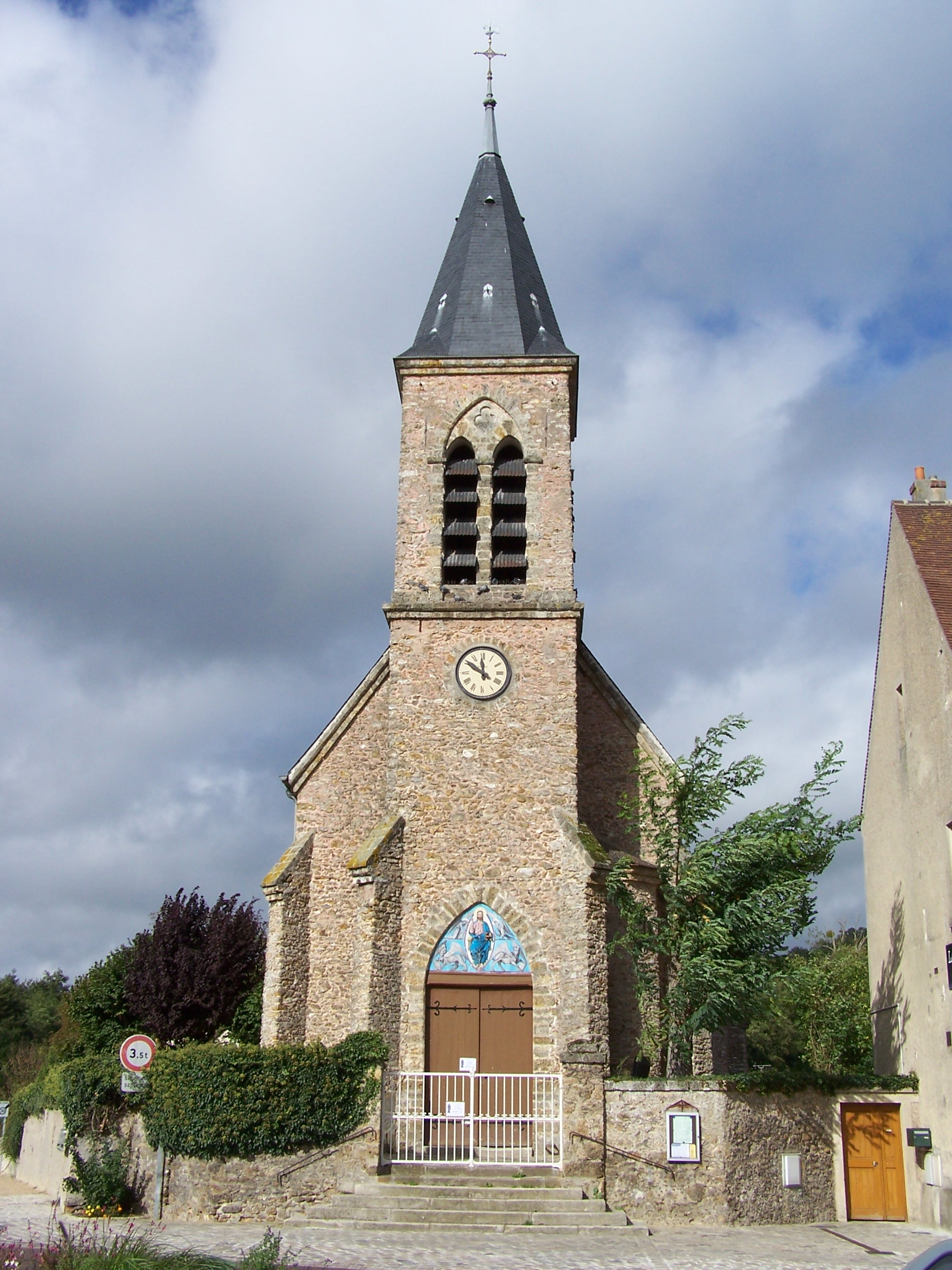
Mặt đông nhà thờ Saint-André

Xã Auffargis nằm ở nam trung bộ của Yvelines, rìa đông bắc của rừng Rambouillet, cách Rambouillet 11 km, 27 km về phía tây nam của Versailles.
Xã này là một phần của công viên tự nhiên vùng Haute-Vallée de Chevreuse và là một xã thuộc cộng đồng các xã Étangs.

## Biến động dân số
| 1793 | 1800 | 1806 | 1821 | 1831 | 1836 | 1841 | 1846 | 1851 |
| ---- | ---- | ---- | ---- | ---- | ---- | ---- | ---- | ---- |
| 533  | 455  | 537  | 494  | 527  | 518  | 517  | 507  | 540  |

| 1856 | 1861 | 1866 | 1872 | 1876 | 1881 | 1886 | 1891 | 1896 |
| ---- | ---- | ---- | ---- | ---- | ---- | ---- | ---- | ---- |
| 512  | 516  | 510  | 477  | 504  | 531  | 604  | 554  | 654  |

| 1901 | 1906 | 1911 | 1921 | 1926 | 1931 | 1936 | 1946 | 1954 |
| ---- | ---- | ---- | ---- | ---- | ---- | ---- | ---- | ---- |
| 721  | 740  | 733  | 696  | 666  | 839  | 525  | 641  | 552  |

| 1962                                         | 1968 | 1975  | 1982  | 1990  | 1999  | - | - | - |
| -------------------------------------------- | ---- | ----- | ----- | ----- | ----- | - | - | - |
| 622                                          | 750  | 1 544 | 1 729 | 1 925 | 1 859 | - | - | - |
| Số liệu kể từ 1962 : dân số không tính trùng |      |       |       |       |       |   |   |   |

## Hành chính

### Les maires d'Auffargis
| Danh sách các thị trưởng               |           |              |      |         |
| Giai đoạn                              | Giai đoạn | Tên          | Đảng | Tư cách |
| tháng 3 năm 2001                       | 2008      | Daniel Bonte |      |         |
| mars 2008                              | 2014      | Daniel Bonte |      |         |
| Tất cả các dữ liệu trước đây không rõ. |           |              |      |         |